# Philoliche niveibasis
Philoliche niveibasis är en tvåvingeart som först beskrevs av Günther Enderlein 1937.  Philoliche niveibasis ingår i släktet Philoliche och familjen bromsar.
Artens utbredningsområde är Tanzania. Inga underarter finns listade i Catalogue of Life.